# Pic de grêle

Diagramme montrant le chemin pris par les réflexions multiples avec un cœur de grêlons et la position du « pic de grêle »

Le pic de grêle ou rétrodiffusion à trois corps est un artefact dans les données d'un radar météorologique associé à la présence de grosse grêle dans un orage. Il se présente comme une zone de faibles échos de réflectivité, généralement de forme triangulaire, du côté opposé au radar par rapport à des précipitations intenses et qui est dans le prolongement de celles-ci. Un tel pic peut également être noté dans le cas d'un orage supercellulaire générant une tornade qui soulève une grande quantité de débris près de l'écho en crochet.

## Cause
Lorsque le radar sonde l'atmosphère et que le faisceau rencontre des hydrométéores (pluie, neige, etc.), une partie de l'énergie est retournée vers l'émetteur et le reste se disperse dans toutes les directions. La partie qui retourne au radar est appelé rétrodiffusion et donne l'information sur l'intensité des précipitations et leur mouvement. 
En général, l'énergie diffusée dans les autres directions ne retourne pas au radar ou seulement à un niveau indétectable. En effet, même si une partie de cette énergie frappe une autre cible qui la renvoi à son tour vers le radar, ce ne sera qu'une fraction de cette fraction selon la diffusion Rayleigh isotrope. Cependant quand le faisceau radar rencontre une zone de grosse grêle, ou de pluie extrêmement forte très réflective (>65 dBZ) dans le nuage, une partie importante de l'énergie peut être retournée vers le sol. Cela est possible parce que la réflexion se trouve alors dans le domaine de la diffusion de Mie qui dit que la réflexion est favorisée dans certaines directions. Dans des cas extrêmes, les débris soulevés par une tornade peuvent agir de la même façon.
Le sol étant mouillé par la pluie agit comme un miroir et retourne l'énergie vers le cœur de grêle. Ce dernier diffuse cette énergie dans toutes les directions, dont celle du radar. À cause de la réflectivité supérieure de la grêle et du sol, la partie retournée après réflexion multiple au radar n'est pas négligeable. Comme le trajet pour cette réflexion multiple est plus long que celui direct radar-grêle-radar, le signal sera reçu plus tard mais le long de la même direction radiale par rapport au radar. Cela implique que ces échos plus faibles se retrouveront derrière la zone d'échos très forts. 

## Description

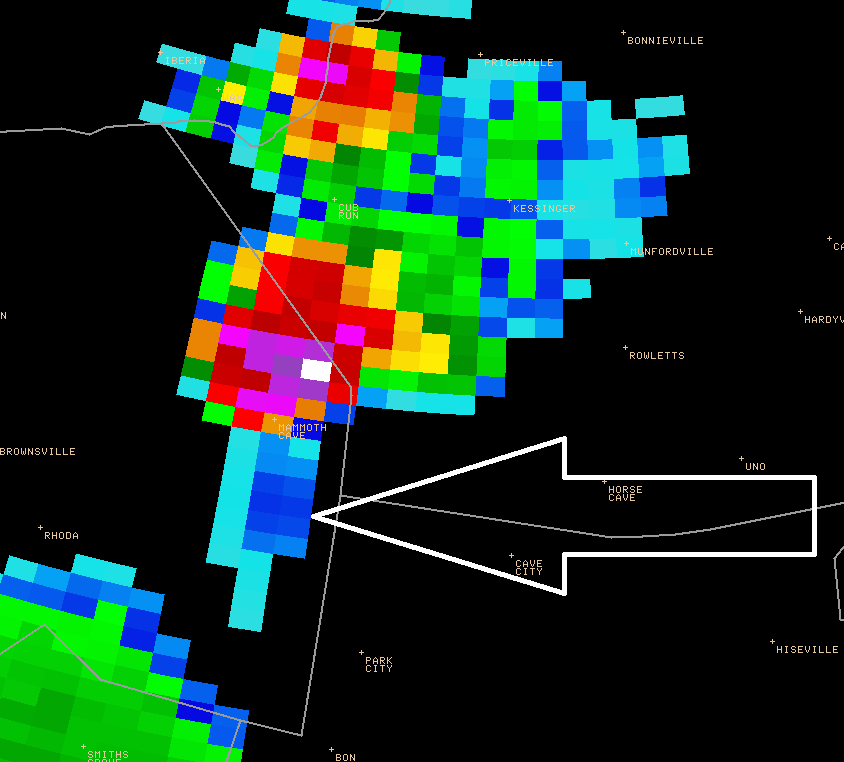
Exemple sur une coupe horizontale radar de réflexion à trois corps caractéristique du pic de grêle pointé par la flèche : les échos faible (bleu) derrière le cœur de précipitations (rouge, violet et blanc), le radar se trouvant en haut de l'image.

Vue en coupe verticale des réflectivités.

Le retour maximal se trouvera directement dans la direction des échos les plus forts de la zone de grêle, en aval de ceux-ci par rapport au radar, et diminuera rapidement de chaque côté. De même, la variation d'énergie entre le sol et le centre de grêle est {\displaystyle 1/r^{3}}, où r est la distance sol-grêle, ce qui veut dire que la réflexion maximale en hauteur sera le long de l'angle d'élévation allant du radar au centre de grêle et diminuera rapidement pour les autres angles. Le pic de grêle prend donc généralement la forme d'un triangle vue sur une image radar de type PPI en deux dimensions, ou d'un cône en trois dimensions.    
Comme la formation de grosse grêle se produit à grande altitude dans un cumulonimbus, les pics de grêle ne se voient généralement qu'en altitude et donc ne sont généralement pas visibles sur les angles d'élévations près du sol. De plus, comme il y a perte d'énergie à chaque réflexion, seulement les orages contenant de la très grosses grêle ou plus rarement avec de la pluie extrêmement intense pourront générer cet artefact.

## Utilisation
Les météorologistes analysent en temps réel les données du radar météorologique afin de pouvoir prévenir le public des dangers associés aux orages. Le pic de grêle est un très fort indice de la présence de grêle pouvant causer des dommages. Sa détection servira donc à émettre une alerte météorologique. 

### Limitations
La présence du pic de grêle ne garantit pas l’observation de grosse grêle causant des dommages au sol. En effet, la détection du pic est faite en altitude et les grêlons peuvent fondre en partie avant d'atteindre le sol si l'altitude de l’isotherme zéro degré est assez élevée.
La formation du pic de grêle est fortement dépendante de la longueur d'onde utilisée. Elle est particulièrement bien corrélée pour les radars météorologiques utilisant une longueur d'onde de 10 cm. Pour les radars de plus faible longueur d'onde, couramment ceux de 5 cm, la diffusion de Mie se produit même avec les très grosses gouttes de pluie. Le pic de grêle avec ces radars peut donc se produire avec de très fortes pluies, avec ou sans grêle.
Finalement, l'écho provenant d'une telle réflexion à trois corps est très faible à cause des pertes à chaque étape. Il n'est en général perceptible que pour les cas de très grosse grêle avec un orage isolé. Dans une ligne ou un amas orageux, le signal peut être aussi noyé dans les échos provenant des autres cellules orageuses.